# Festival de Pau
Le Festival de Pau réunit chaque année en juin et juillet artistes, poètes, musiciens, metteurs en scène.
La première édition du festival a vu le jour à Pau (Pyrénées-Atlantiques) en 1977.
Roger Hanin a pris la direction de ce festival durant les années 1980 et l'a popularisé. 

## Citation
- Qu'est-ce qu'un festival sinon une fête ? a dit Roger Hanin, directeur artistique et cheville ouvrière du festival.